# Irving Morrow
Irving Foster Morrow, né le 22 septembre 1884 à Oakland et mort le 28 octobre 1952, était un architecte américain qui fut impliqué dans la construction du pont du Golden Gate de San Francisco. Joseph Strauss fit en effet appel à lui en 1930 pour s'occuper de l'architecture de son pont suspendu, alors qu'il n'avait jusque-là réalisé que des structures terrestres. Morrow conçut ainsi les sculptures art déco qui ornent le pont, et fit également le choix de la célèbre couleur « orange international » qui rend le pont reconnaissable d'entre tous.

## Biographie
Irving Morrow est le fils de James Alexander et Susie Kirkman Morrow. Son père était président d'une acierie à Oakland. Irving Morrow sort diplômé en architecture de l'université de Berkeley en 1906, et de l'école nationale supérieure des Beaux-Arts en 1911.
Irving Morrow est architecte de résidences à San Francisco. Il s'établit en 1917 dans le bureau #1501 de l'immeuble du San Francisco Chronicle. Il conçoit des écoles, des maisons, des banques, des théâtres, des hôtels et des immeubles commerciaux, et participe à l'exposition universelle de 1915. De 1925 à 1952, il opère sa firme d'architecture Morrow and Morrow, Architects, avec sa femme. 
En 1930, il est recruté par Joseph Strauss pour dessiner le pont du Golden Gate de San Francisco. Il dresse ses premiers croquis au crayon à charbon. Irving Morrow a dessiné l'ornementation Art Déco du pont : les réverbères, les rampes et les passages piétons. Il rajoute les câbles métalliques verticaux qui courent tout le long du pont. Il choisit enfin la couleur orange internationale emblématique qui fait la renommée du pont. En 1936, il conçoit également le plan d'illumination du pont, que Joseph Strauss adopte.
Il participe au Historic American Buildings Survey de 1934. Après avoir travaillé sur la conception du pont de San Francisco, Irving Morrow retourne à son travail d'architecte de résidences. En 1942, son bureau se situe dans l'immeuble De Young. Il participe à l'exposition internationale du Golden Gate en 1939-1940 (Alameda-Contra Costa County Building conçu avec sa femme), et remodèle certaines parties de la mission de San Juan Bautista.
Il est enterré au cimetière de Mountain View à Oakland. Les archives d'Irving et Gertrude Morrow (Morrow Collection) sont conservées à l'université de Berkeley depuis 1992,.

## Autres rôles
- Membre de l'American Institute of Architects[3],[5]
- Membre de l'American Society of Landscape Architects[3]
- Président de la section architecture du Commonwealth Club of California[3]

## Vie privée
Irving Morrow se marie avec Gertrude E. Comfort en 1920. Ils ont une fille née en 1921.